# Parodia scopa
Parodia scopa (sin. Notocactus scopa), o cacto-bola-prateado, é uma espécie de planta com flor da família Cactaceae, nativa do sul do Brasil e do Uruguai. É um cacto em forma de bola ou cilíndrico que até entre 5 a 50 centímetros de altura, com uma coroa espinhosa e lanosa e flores amarelo-claras, que aparecem no verão.

## Etimologia e taxonomia
O epíteto específico scopa significa "vassoura" e se refere aos espinhos longos. A espécie foi transferida de Notocactus para Parodia em 1997 por David Hunt .
A espécie havia sido descrita originalmente sob o basiônimo Cactus scopa (gênero Cactus) em 1825 por Kurt Sprengel.

## Cultivo
No cultivo requer uma temperatura mínima de dez graus Celsius e dessa forma, em regiões temperadas precisa ser cultivada em estufa ou como planta doméstica.
A subespécie P. scopa subsp. scopa ganhou o Prêmio de Mérito de Jardim da Royal Horticultural Society .

### Links externos para sinônimos
- Documentos sobre Cactus scopa na Biodiversity Heritage Library